# Blaire Baronová
Blaire Baronová je americká herečka. Studovala herectví u Geraldine Page a Estellea Parsonse, poté hrála v divadlech Playrights Horizons a The Roundabout Theater. Ve filmu debutovala v roce 1990 rolí ve snímku Privilege, kromě toho se objevila např. v hororu Skinner či ve filmu Malí letci. Více se prosadila v televizi, hostovala např. v seriálech Jake a Tlusťoch, Show Jerryho Seinfelda, Ellen, Ženatý se závazky, The Naked Truth, Druhá šance, Rodinné právo, Pohotovost, Malcolm v nesnázích, Deník zasloužilé matky či Beze stopy. V roce 1993 ztvárnila v televizním sci-fi filmu Babylon 5: Vesmírný sumit postavu Carolyn Sykesové.